# Сидеродромофилия
Сидеродромофилията (siderodromo: влакове, philia: привличане) се отнася до хора, правещи секс във влакове. Понякога двойки резервират самостоятелно купе и правят секс изправени пред прозореца, докато влакът преминава през населено място или гара. Други се промъкват в спалните и дебнат по ъглите. За разлика от самолетите и автобусите, влаковете предлагат не само възможност за по-голямо уединение, но и за социализиране.